# Ana Pauker
Pour les articles homonymes, voir Pauker.
Ana Pauker, née Hannah Rabinsohn le 13 février 1893 à Codăești (Moldavie) et morte le 14 juin 1960 à Bucarest, est une femme politique communiste roumaine. Elle tient un rôle de premier plan dans les premières années du régime communiste roumain.

## Biographie

### Enfance, études et premiers engagements politiques
Hannah Rabinsohn naît en Moldavie, dans une famille de rabbins. Elle rejoint en 1915, alors qu'elle est étudiante, le Parti social-démocrate roumain. Après 1917, lorsque celui-ci se scinde (comme partout ailleurs en Europe) entre sociaux-démocrates et maximalistes pro-bolchéviques, elle rejoint ces derniers et contribue à la fondation du Parti communiste roumain avant d'être élue en 1922 au sein de son Comité central.
Elle épouse Marcel Pauker ; ils ont ensemble trois enfants : Tanio (1921-1922), Vlad (1926-2016) et Tatiana (1928-2011). Avec Eugen Fried, elle a eu une fille nommée Mașa ou Marie (1932-2020),, élevée en France par Aurore Membœuf, la première femme de Maurice Thorez de 1933 à 1945.

### Militantisme communiste
Après une première arrestation en 1925 (son avocate, française, est la tante d'Alain Bombard, et est elle-même militante socialiste et féministe), Ana Pauker rejoint Moscou une fois libérée. Elle intègre l'École internationale Lénine en 1928. En 1931, elle participe, sous la direction d'Eugen Fried, au « Collectif de direction » mis en place par l'Internationale communiste pour épauler la direction du Parti communiste français.
En 1938, parmi les brigades internationales durant la guerre d'Espagne, un groupe franco-belge de la 35e division, commandé par le Français Gaston Carré et le Roumain Valter Roman (pas encore père du futur Premier ministre roumain Petre Roman) porte le nom d’Anna Pauker ; la même année son mari Marcel Pauker, également militant communiste qui se trouvait alors en URSS, est arrêté, torturé et exécuté à l'occasion des Grandes Purges staliniennes. Selon sa biographie officielle, en 1945, cet événement ne détourne pas Ana Pauker « de ses ferventes convictions communistes et de son attachement au camarade Staline et à l'Union soviétique ».

### La Seconde Guerre mondiale et l'après-guerre

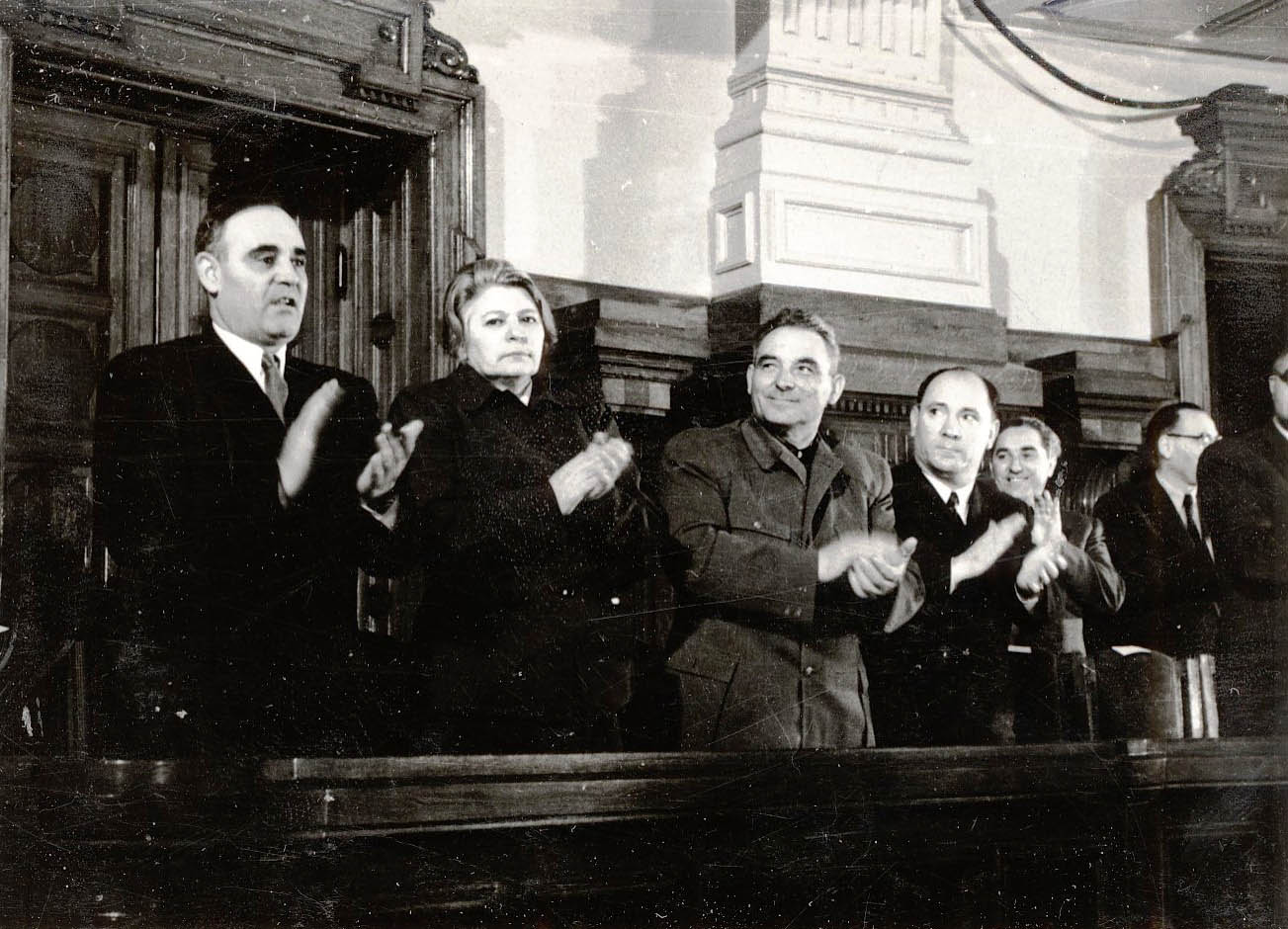
Ana Pauker et d'autres dignitaires, en 1951. Gheorghe Gheorghiu-Dej est à sa droite.

De retour en Roumanie où elle mène une activité clandestine, elle est de nouveau arrêtée puis, après une campagne de protestation internationale en sa faveur, libérée en 1940, à la suite d'un échange de prisonniers entre l'Union soviétique et le royaume de Roumanie. Elle traverse la frontière roumano-soviétique le 7 mai 1941 ; pendant son transfert, elle a l'occasion de voir des troupes allemandes et roumaines qui se massent le long de la frontière mais quand elle veut le signaler, ses interlocuteurs soviétiques lui ordonnent de se taire pour ne pas troubler le pacte germano-soviétique. Quand éclate l'opération Barbarossa et que l'armée roumaine participe à l'invasion de l'URSS aux côtés des Allemands, Ana Pauker est transférée à Oufa avec le personnel de l'Internationale communiste ; la campagne d'opinion en sa faveur lui a valu une certaine popularité en Russie et même des paysans tiennent à leur apporter à manger pendant son voyage. À Oufa, puis de retour à Moscou après l'issue victorieuse de la bataille de Moscou, elle travaille à un service de radio communiste en roumain (România liberă), d'abord peu actif car elle reçoit très peu d'informations ; mais son travail de propagande prend de l'importance à partir de 1943 quand les Soviétiques commencent à former des unités de volontaires roumains antinazis parmi les prisonniers de guerre roumains de la bataille de Stalingrad.
En septembre 1944, elle devient membre du Secrétariat du Comité central du Parti communiste roumain.
Elle est membre de la Fédération démocratique internationale des femmes.

#### Ministre des Affaires étrangères et vice-Premier ministre
Elle représente le PC roumain lors de la conférence de fondation du Kominform, puis devient ministre des Affaires étrangères en septembre 1947, et plus tard vice-Premier ministre. Durant cette période, une répression « qui se doit d'être impitoyable » (selon ses propres termes) s'abat sur la société roumaine, et notamment sur les intellectuels, et de façon générale sur tout « ennemi de classe », en particulier toute personne en lien avec les structures historiques de la société traditionnelle roumaine ; en Roumanie, pour certains, le souvenir d'Ana Pauker reste lié à cette époque. En 1948, elle fait la une du Time magazine avec comme titre : « La femme la plus puissante d'aujourd'hui » (The most powerful woman alive).

### Renvoi et arrestation
En 1952, dans un contexte d'antisémitisme au sein des mouvements communistes, elle est démise de ses fonctions dans le parti et au gouvernement pour « cosmopolitisme » (euphémisme qui désigne alors souvent les victimes juives des purges) et « déviation de droite » à la suite d'une lutte d'influence perdue face au premier secrétaire Gheorghe Gheorghiu-Dej, soutenu par Joseph Staline, alors que de nouvelles épurations sont organisées contre des anciens dirigeants communistes et qu'une campagne contre des intellectuels juifs est lancée (notamment l'affaire du complot des blouses blanches).
Elle est arrêtée en février 1953, puis libérée après la mort de Staline et placée pendant plusieurs années en résidence surveillée. Exclue du parti des ouvriers, elle est autorisée à travailler comme traductrice d'allemand et de français à la Maison d'éditions politiques.
Elle meurt des suites d'un cancer, le 3 juin 1960, à Bucarest. L'un des fondateurs du Parti communiste roumain, le vétéran Gheorghe Cristescu, assiste à la cérémonie, lors de son incinération.